# دروازه مقام علی
دروازه مقام علی از دروازه‌های ششگانه شهر تاریخی شوشتر بوده‌است که در زاویه جنوب شرقی مشرف بر رود گرگر باز می‌شده و احتمالاً از جانب بند برج عیار بوده‌است.